# 奧列格·尤里耶維奇·米佳耶夫
奧列格·尤里耶維奇·米佳耶夫（俄语：Олег Юрьевич Митяев，羅馬化：Oleg Yurievich Mityaev，1974年—），也被稱為巴爾卡斯（羅馬化：Barkas），俄羅斯陸軍少將，据乌克兰方面报道在马里乌波尔围城战中陣亡。

## 生平
米佳耶夫1974年生於奧倫堡州奧倫堡，1991年畢業於蘇沃洛夫軍事學校，1995年畢業於鄂木斯克高等全兵種指揮學校，1999年畢業於伏龍芝軍事學院，2009年畢業於俄羅斯總參謀部軍事學院。
米佳耶夫已婚，有三女。

## 事蹟
1995年至2007年，米佳耶夫在俄羅斯北高加索軍區空降師空降突擊團擔任從排長，後逐步晉升為情報長等高級職務。2009年至2013年，他在第31獨立突擊旅擔任高級職務。2013年10月至2015年3月，他是第11獨立近衛空中突擊旅旅長。2015年4月至2016年11月，任南部軍區第12預備役司令部一部（機動步兵預備隊）部長。2015年，他獲得一級帶劍祖國功勳勳章。從2015年10月到2016年11月，米佳耶夫受俄羅斯指派，化名「米科拉·米科拉奧維奇·迪加洛上校」（Микола Миколайович Дигало）往頓涅茨克人民共和國擔任第1獨立斯拉夫機動旅旅長。2016年6月，他仍在烏克蘭境內，俄羅斯總統弗拉基米爾·普京發佈第276號總統令，授予米佳耶夫少將軍銜。2016年12月13日，米佳耶夫輪調去塔吉克斯坦擔任俄羅斯第201軍事基地指揮官。2020年，他擔任第150機動步兵師的指揮官。隨後米佳耶夫擔任駐敘利亞俄羅斯軍隊副司令。2021年5月9日，他在敘利亞的赫梅米姆空軍基地舉行閱兵禮。
2022年俄羅斯入侵烏克蘭，米佳耶夫參與馬里烏波爾圍城戰，於2022年3月15日在馬里烏波爾被殺。亞速營向公眾公佈米佳耶夫遺體的照片，其頭部被遮蔽，少將肩章掛在米佳耶夫的下巴上。亞速營最初沒有透露米佳耶夫的身份，隨後烏克蘭媒體分別在報導中確認其為米佳耶夫。據親俄的Telegram頻道Wargonzo透露，米佳耶夫死於伊利奇鋼鐵廠附近，應該是被烏克蘭海軍步兵第36旅殺死的。4月13日，顿涅茨克人民共和國的士兵在伊利奇鋼鐵廠附近找到了米佳耶夫的遺體，將其埋葬。然而在2024年12月，俄羅斯總統弗拉基米爾·普京發佈晉升其為中將的總統令。

## 榮譽
- 勇氣勳章[7]
- 一級帶劍祖國功勳獎章[1]
- 二級帶劍祖國功勳獎章[1]
- 朱可夫獎章[8]
- 蘇沃洛夫勳章[8]